# エリザベス・スペルキ

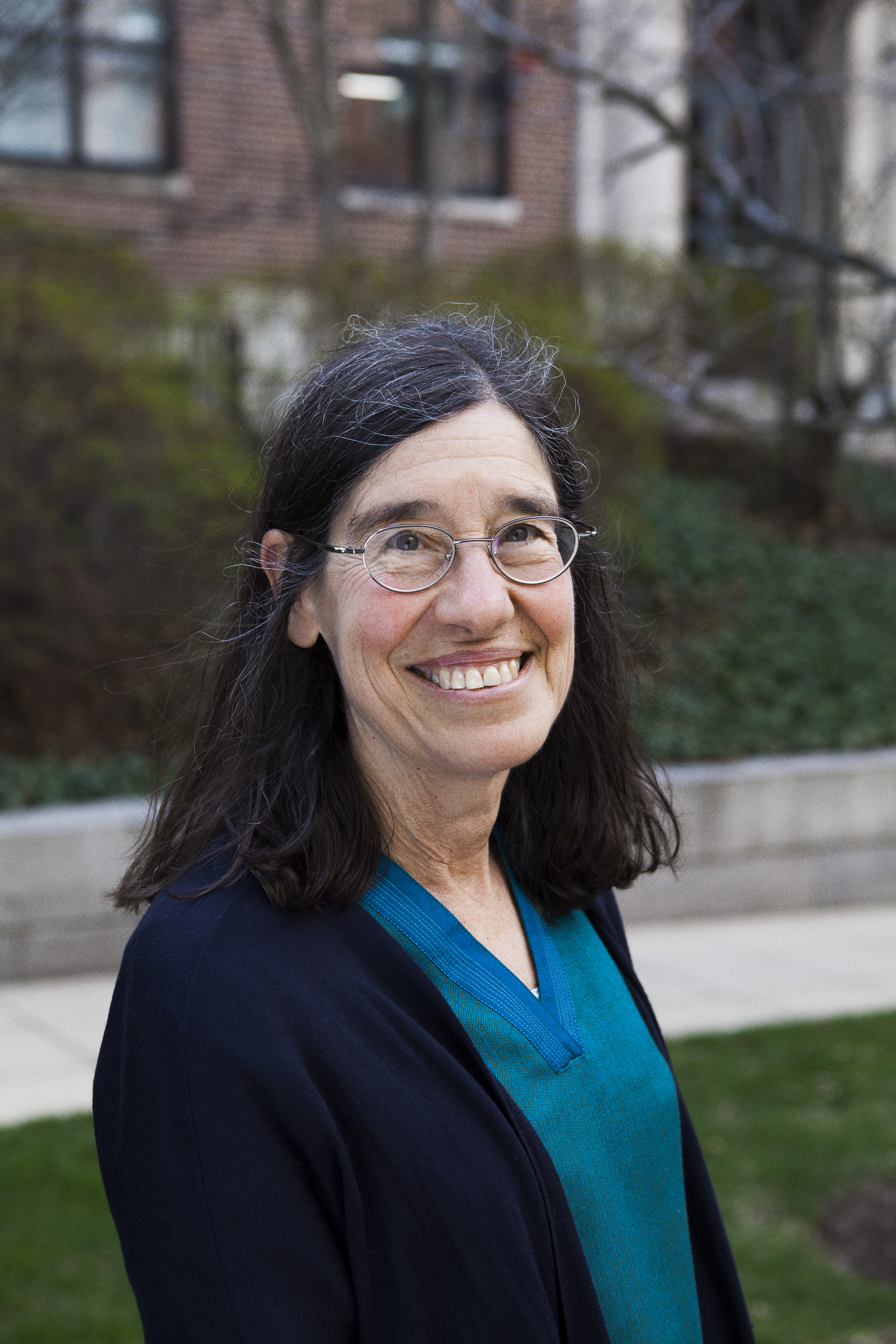

エリザベス・S・スペルキ（英語：Elizabeth S. Spelke、1949年5月28日 - ）は、ハーヴァード大学心理学部門の認知心理学者で、発達研究実験室の指導的研究者である。
1980年代以来、乳児や幼い子どもで実験をおこない、その認知能力を調べてきた。ヒトが多くの生得的な心的能力をもっていることを発見した。近年は、男性と女性に認知差があるかどうかという議論に重要な役割を果たしている。擁護している立場は、いかなる科学的な証拠も、男性と女性の知的能力に有意味な隔たりがあるとは示していないというものである。

## 経歴
スペルキは、ハーヴァードの学部生だったとき、子ども心理学者ジェローム・ケイガンのもとで研究をおこなった。その卒業論文で、赤ん坊のもつ愛着と情動反応を研究した。そこで気づくにいたったのは、赤ん坊が真に何を理解しているのかという考えをもっている必要があることだった。そのため、子ども心理学の認知的な側面に一生の興味を抱くことになった。
コーネルのPh.D.課程では、発達心理学者エレノア・ギブソンのもとにいて、ギブソンからは、幼い子どもで実験をおこなうときいかに計画すればよいのかを学んだ。
最初のアカデミックポストはペンシルベニア大学で、そこに9年間従事した。その後、まずコーネルに、それからマサチューセッツ工科大学の脳認知科学部門に移った。最終的に、2001年にハーヴァードで地位を得た。
2009年度のジャン・ニコ賞を受賞しフランス国立科学研究センターの主催で連続講義を行った。2016年ハイネケン賞受賞。

## 実験
発達研究実験室でおこなった実験は、赤ん坊の認知能力を導きだそうと試みるものであり、ロバート・ファンツの開発した選好注視法を用いている。これは、赤ん坊にさまざまな画像を呈示し、注意の固定している時間の長さを測定することで、どれがもっとも本人の心を動かしたのかを推定するものである。
たとえば、赤ん坊につねに一定の数の物体がある画像を繰り返し見せる。赤ん坊が馴化したあと、それよりも物体の数が多かったり少なかったりする別の画像を呈示する。赤ん坊がその新しい画像を、より長い時間見たとしたら、研究者は、赤ん坊が量の異なっているのを区別できると導きだせる。
一連の同様の実験によって、スペルキは、赤ん坊が高度に洗練された生得的な心的技能をもっていることを示唆するものとして、自身の証拠を解釈した。これはウィリアム・ジェームズがつくった仮説に対抗するものである。そのジェームズの仮説は、赤ん坊は独特の認知能力をもつことなく生まれ、教育と経験によってのみそれらを獲得すると主張していた（『心理学原理』（1890）を見よ）。

## 性と知性についての論争
2005年、当時のハーヴァードの学長ローレンス・サマーズは、科学や工学の高い地位をみると男性が女性に優越していると推測した。彼の推量によると、男性集団と女性集団とでは、生得能力のばらけぐあいに統計的な差があって（男性のばらけぐあいのほうが大きく、そのため極端なものが生じやすい）、それが重要な役割を果たしているのだろうということだった。この言葉はすぐさま波紋を呼んだ。スペルキはローレンス・サマーズを糾弾する側のひとりで、この問題についてスティーヴン・ピンカーと公開討論をおこなった。スペルキは、自身の実験が明らかにしているとおり、男性と女性のもっている心的能力に差はないと述べていた。

## 著作
- Spelke E. S. (2005), “Sex differences in intrinsic aptitude for mathematics and science? A critical review” (PDF), American Psychologist 60 (9):  pp. 950–958, doi:10.1037/0003-066X.60.9.950, PMID 16366817 2009年6月14日閲覧。